# 俞森
俞森（？—？），清朝官員，本籍直隸。

## 生平
俞森於1817年（嘉慶22年）接替徐鍔，於臺灣府淡水廳艋舺縣丞一職，是大台北地區的地方父母官。